# Eldred (contea di McKean, Pennsylvania)
Eldred è un comune (borough) degli Stati Uniti d'America, situato nello stato della Pennsylvania, nella contea di McKean.